# Смолдзенцино
Смолдзенцино (пол. Smołdzęcino, нім. Schmalzenthin) — село в Польщі, у гміні Островіце Дравського повіту Західнопоморського воєводства.
Населення — 65 осіб (2011).
У 1975-1998 роках село належало до Кошалінського воєводства.

## Демографія
Демографічна структура станом на 31 березня 2011 року:
|          | Загалом | Допрацездатний вік | Працездатний вік | Постпрацездатний вік |
| -------- | ------- | ------------------ | ---------------- | -------------------- |
| Чоловіки | 32      | 8                  | 22               | 2                    |
| Жінки    | 33      | 7                  | 19               | 7                    |
| Разом    | 65      | 15                 | 41               | 9                    |